# Crushing
Crushing è il secondo album in studio della cantautrice australiana Julia Jacklin, pubblicato il 22 febbraio 2019 dalle etichette Polyvinyl Record Co, Transgressive Records e Liberation Records.
Agli ARIA Music Awards del 2019, l'album è stato candidato per sei premi: miglior artista femminile, miglior album contemporaneo per adulti, miglior pubblicazione indipendente, miglior produttore dell'anno, miglior ingegnere dell'anno e miglior copertina. Agli AIR Awards del 2020, l'album ha vinto il miglior album o EP indipendente di Blues and Roots.
Su Metacritic, che assegna una valutazione normalizzata su 100 alle recensioni delle pubblicazioni tradizionali, l'album ha ricevuto un punteggio medio di 85, basato su 24 recensioni. Helen Brown di The Independent ha dato all'album un punteggio perfetto, definendolo "chitarra degli anni Cinquanta risciacquata dal grunge, capovolta da femminista, riciclata e tutto il resto: Crushing è un trionfo". Neil McCormick del Daily Telegraph ha elogiato l'album, assegnandogli una colonna sonora perfetta e dicendo: "Come corpus di opere, Crushing sembra piccolo, intimo e interiore. Ma queste sono grandi canzoni, piene di grandi idee, di un grande talento". Jonathan Bernstein di Rolling Stone lo ha descritto come un "LP sommesso ma avvincente che fonde dolce indie-pop con introspezione folk e delicate ballate al pianoforte, poiché Jacklin offre auto-realizzazioni concise senza storie o fanfara". Adriane Pontecorvo di PopMatters ha dato all'album una recensione positiva, dicendo: "Vita, amore, crepacuore: niente di tutto ciò è particolarmente nuovo come materiale musicale, ma in Crushing, Julia Jacklin ci fa imparare dalle sue esperienze con il cuore nella manica. C'è un prospettiva preziosa qui, e musica davvero commovente."
In un saggio di fine anno per Slate, Ann Powers ha citato Crushing come uno dei suoi album preferiti del 2019 e la prova che il formato non è morto ma piuttosto in fase di "metamorfosi". Ha aggiunto che i concept album sono riemersi attraverso le narrazioni autobiografiche culturalmente rilevanti di artisti come Jacklin, che "ha ridefinito i confini dell'intimità all'interno della modalità cantautrice in Crushing, che considera come le donne stabiliscono dei confini e affrontano costantemente la loro violazione, non solo nell'amore, ma in ogni aspetto della loro vita».

## Tracce
1. Body – 5:07
2. Head Alone – 2:58
3. Pressure to Party – 3:02
4. Don't Know How to Keep Loving You – 5:32
5. When the Family Flies In – 4:00
6. Convention – 3:16
7. Good Guy – 4:11
8. You Were Right – 2:22
9. Turn Me Down – 5:49
10. Comfort – 3:07